# Cardinal Wolsey
Cardinal Wolsey è un cortometraggio muto del 1912 diretto da J. Stuart Blackton e Laurence Trimble.

## Produzione
Il film fu prodotto dalla Vitagraph Company of America.

## Distribuzione
Distribuito dalla General Film Company, il film - un cortometraggio in una bobina - uscì nelle sale cinematografiche statunitensi il 5 marzo 1912.